# Xanthoria
Xanthoria (Fr.) Th. Fr.  (złotorost) – rodzaj  grzybów z rodziny złotorostowatych (Teloschistaceae). Ze względu na symbiozę z glonami zaliczany jest do porostów.

## Systematyka i nazewnictwo
Pozycja w klasyfikacji według Index Fungorum: Xanthoria, Teloschistaceae, Teloschistales, Lecanoromycetidae, Lecanoromycetes, Pezizomycotina, Ascomycota, Fungi.
Synonimy nazwy naukowej: Blasteniospora Trevis., Diblastia Trevis., Dufourea Ach., Dufouria Trevis., Nylanderiella Hue, Parmelia subdiv. Xanthoria Fr., Parmocarpus Trevis., Placodium Weber ex F.H. Wigg., Pycnothele Sommerf., Siphonia Fr., Siphula Fr., Xanthoriomyces E.A. Thomas ex Cif. & Tomas.
Nazwa polska według Krytycznej listy porostów i grzybów naporostowych Polski.

## Gatunki występujące w Polsce
- Xanthoria calcicola Oxner 193 – złotorost jaskrawy
- Xanthoria elegans (Link) Th. Fr. 1860 – złotorost pyszny
- Xanthoria papillifera (Vain.) Poelt 1954[4] – złotorost brodawkowaty
- Xanthoria parietina (L.) Th. Fr.  – złotorost ścienny
- Xanthoria sorediata (Vain.) Poelt 1954[4] – złotorost sorediowy
- Xanthoria ulophyllodes Räsänen 1931 – złotorost zagięty

Nazwy naukowe na podstawie Index Fungorum. Nazwy polskie według checklist Faltynowicza.